# 영천 영지사 대웅전
영천 영지사 대웅전(永川 靈芝寺 大雄殿)은 대한민국 경상북도 영천시 대창면 용호리, 영지사에 있는 대웅전이다. 1988년 9월 23일 경상북도의 문화재자료 제207호로 영지사 대웅전 및 범종각으로 지정되었다가, 2010년 3월 11일 경상북도의 유형문화재 제420호 영천 영지사 대웅전으로 문화재 명칭 및 등급이 조정되었다.

## 등급 조정사유
영지사 대웅전 및 범종각이 문화재자료로 지정되었으나, 대웅전 건물 특징을 살펴보면 자연장대석으로 기단을 축조하고 자연석 주초석을 놓고 둥근 기둥을 사용한 다포식 팔작지붕으로 그 특징을 찾을 수 있어 범종각 건물과 분리하여 별도 지정 관리하는 것이 바람직하므로「영지사 대웅전」은 등급(종별)을 조정하여 유형문화재로 지정한다.

## 같이 보기
- 영지사

## 참고 자료
- 영천 영지사 대웅전 - 국가유산청 국가유산포털